# Rise of the Dragon
Rise of the Dragon è un videogioco d'avventura del 1990 sviluppato da Dynamix e pubblicato da Sierra On-Line per DOS, Mac OS e Amiga. Il gioco ha ricevuto una conversione per Sega Mega CD.

## Sviluppo
Rise of the Dragon è la prima avventura grafica sviluppata da Dynamix. La versione per Sega Mega CD è parzialmente censurata.